# Dunajski kongres
Dunajski kongres je bil zbor veleposlanikov glavnih evropskih političnih sil, ki je potekal na Dunaju od 18. septembra 1814 do 9. junija 1815, s predsedujočim avstrijskim državnikom Klemensom Wenzlom von Metternichom. Namen kongresa je bil začrtati nove meje na političnem zemljevidu Evrope po vojaškem porazu Napoleonove Francije in njegovem izgonu na otok Elbo.
Diplomatski dogovori so potekali tudi v času povratka Napoleona iz izgnanstva na Elbi in njegovem ponovnem prevzemu oblasti v Franciji marca 1815. Končna listina kongresa je bila podpisana 9. junija, devet dni pred zadnjim porazom Napoleona v bitki pri Waterlooju.
Kongres je zadeval oblikovanje celotne Evrope po napoleonskih vojnah, z izjemo mirovnih pogojev s Francijo, ki so bili že določeni s pariškim mirovnim sporazumom, podpisanim 30. maja 1814.

## Udeleženci
Na kongresu je sodelovalo več predstavnikov držav. Avstrijo sta zastopala zunanji minister Metternich in njegov namestnik baron Wessenberg. Prusijo sta predstavljala kancler Karl August von Hardenberg in diplomat Wilhelm von Humboldt. Ruski car Aleksander I. je večinoma sam zastopal svojo državo, čeprav je imel v uradni delegaciji kot vodjo imenovanega zunanjega ministra grofa Nesselrodeja. Združeno kraljestvo je na začetku predstavljal zunanji minister lord Castlereagh, februarja 1815 mu je sledil vojvoda Wellingtonski, na koncu pa še grof Clancartyjski. Francoskega kralja Ludvika XVIII. je zastopal njegov zunanji minister Charles Maurice de Talleyrand-Perigord.
V začetku so predstavniki zmagovitih strani poskušali izločiti francosko delegacijo iz resnih pogajanj, vendar se je Talleyrandu uspelo spretno vriniti med udeležence že po dobrem mesecu pogajanj. Na nekaterih področjih so delegati glavnih sil sodelovali tudi z delegacijami Španije (predstavnik markiz Labradorski), Portugalske (grof Palmelski), Švedske (Carl Löwenhielm) in predstavniki nemških dežel Bavarske, Hannovra in Württemberga.

## Ozemeljske spremembe
- Avstrija je ponovno dobila nadzor nad Tirolsko in Salzburgom, Ilirskimi provincami, na ozemlju Lombardije, Benečije in delu Furlanije pa je bila ustanovljeno Lombardsko-beneško kraljestvo. Nekdanje habsburške posesti na jugozahodu Nemčije so ostale pod nadzorom Baden-Württemberga;
- Papeška država je bila obnovljena v njenem nekdanjem obsegu, z izjemo Avignona in grofije Venaissin, ki sta ostala del Francije.
- Habsburžanom je bil vrnjen nadzor nad Modenskim vojvodstvom in Toskano;
- Parmsko in Guastallsko vojvodstvo sta bili dodeljeni Mariji Luizi, Napoleonovi ženi.
- za Bourbone je bilo ustanovljeno Luško vojvodstvo, prav tako so imeli pravico do Parmskega vojvodstva po smrti Marije Luize;
- Sardinski kralj je dobil nazaj Piemont, Nico in Savojo, prav tako je dobil nadzor nad Genovo;
- Sicilski kralj je spet dobil nadzor nad Neapeljskim kraljestvom;
- Ustvarjena je bila Nemška zveza 39. držav (od predhodnjih 300), pod predsedništvom Avstrijskega cesarstva;
- Hannover je odstopil Vojvodstvo Lauenburg Danski, pridobil pa nekdanje ozemlje Münsterske škofije in prusko Vzhodno Frizijo ter postal kraljevina;
- Priznana je bila večina ozemeljskih pridobitev Bavarske, Baden-Württemberga, Hesse-Darmstadta in Nassaua iz obdobja 1801-1806. Bavarska je pridobila nadzor tudi nad Renskim Palatinatom in deli Napoleonovega Würzburškega vojvodstva in Frankfurtskega velikega vojvodstva, medtem ko je bil Hesse-Darmstadtu v zameno, da se odpove Westfalskemu vojvodstvu v korist Prusije, dodeljen Mainz.
- Prusiji je bil dodeljen del Saške, Poljske in Porenja;
- Oranževcem je bila dana Nizozemska republika in Avstrijska Nizozemska kot Kraljevina Nizozemska ter Veliko vojvodstvo Luksemburg;
- Norveška je bila priključena Švedski;
- Rusiji je bila dodeljena večina ozemlja Varšavskega vojvodstva (Poljska) ob zadržanju Finske;
- Švedska je odstopila Pomeranje Prusiji;
- Zagotovljena je bila nevtralnost Švice;
- Veliki Britaniji je bil potrjen nadzor nad Kapsko kolonijo v Južni Afriki, Tobagom v Karibskem morju; otokom Cejlon in drugimi kolonije v Afriki in Aziji. Ostale kolonije, zlasti Nizozemska Vzhodna Indija, Martinique in Guadeloupe so pripadle njenim predhodnjim lastnikom;
  - Obsojena je bila trgovina s sužnji;
  - Zagotovljena je bila svobodna plovba po številnih rekah;

### Poljsko-saška kriza
Najspornejši predmet razprave je bila tako imenovana poljsko-saška kriza. Rusi in Prusi so predlagali sporazum, po katerem bi večina pruskih in avstrijskih delov Poljske pripadla Rusiji, ki bi na tem ozemlju ustanovila neodvisno Poljsko kraljestvo s carjem Aleksandrom kot njenim kraljem. V zameno bi Prusi dobili celotno Saško, katere kralj je izgubil oblast zaradi prepozne odvrnitve od Napoleona. Avstrijci, Francozi in Angleži so tej odločitvi nasprotovali in se s tajnim sporazumom 3. januarja 1815 dogovorili tudi o vstopu v vojno, da bi preprečili rusko - pruski načrt, čeprav nobena od podpisnic tega sporazuma ni bila resno pripravljena za to. Rusi na to niso reagirali, tako je ta dogovor padel v vodo. S tem je Rusija dobila večino Napoleonovega Varšavskega vojvodstva kot Poljskega kraljestva, imenovano Kongresna Poljska. Veliko vojvodstvo Poznan je postalo del Prusije, medtem ko je Krakov postal svobodno mesto. Prusija je dobila skoraj polovico saškega ozemlja, preostanek pa je bil vrnjen saškemu kralju Frideriku Avgustu I.

### Ostale spremembe
Poglavitni rezultati dunajskega kongresa, poleg potrditve francoske izgube ozemlja, aneksiranega v letih 1795-1810, ki je bil sklenjen s pariškim mirovnim sporazumom, so bili ozemeljsko povečanje Rusije na račun Poljske in delov Prusije; le-ta je pridobila Vestfalijo in severno Porenje; potrditev združitve iz skoraj 300 nemških držav Sveto rimskega cesarstva (razvezanega 1806) na 31, ki so oblikovale Nemško zvezo pod vodstvom Prusije in Avstrije.
Predstavniki kongresa so se sporazumeli o številnih drugih ozemeljskih spremembah. Norveška je prešla od Danske k Švedski. Avstrija je dobila Lombardsko-beneško kraljestvo, medtem ko je preostanek severne Italije prešel v roke Habsburžanom (Veliko vojvodstvo Toskana, Modensko in Parmsko vojvodstvo). Papež je obnovil Papeško državo. Sardinsko kraljestvo je obnovilo celinske posesti in pridobilo nadzor nad nekdanjo Genovsko republiko. V južni Italiji je Napoleonovemu svaku Joachimu Muratu prvotno bilo dovoljeno obdržati Neapeljsko kraljestvo, vendar je bil zaradi kasnejše podpore Napoleonu v stotih dnevih odstavljen; Ferdinand IV. Neapeljski se je tako vrnil na prestol.
Pod oranškim princem je bila vzpostavljena velika Nizozemska, vključno s starimi združenimi pokrajinami in nekdanjim avstrijskim ozemljem južne Nizozemske.
Združeno kraljestvo je prejelo dele Zahodne Indije na račun Nizozemske in Španije in zadržalo nekdanje nizozemske kolonije (Cejlon, Kapska kolonija, prav tako tudi Malto in Helgoland). V okviru Pariškega mirovnega sporazuma je dobila protektorat nad Jonskim otočjem in Sejšeli.

## Po kongresu
Dunajski kongres je bil pogosto kritiziran zaradi zanemarjanja nacionalnih in svobodomiselnih idej. Posledice so se čutile skozi vse 19. stoletje, od demonstracij preko revolucij vse do vojn.
Na ozemlju Poljske je ves čas prihajalo do uporov proti Prusom, Rusom in Avstrijcem. V Franciji je prišlo leta 1830 do julijske, v letu 1848 pa še do februarske revolucije, s katero je nastala Francoska druga republika. V Nemški zvezi je prišlo še istega leta do marčne revolucije z zahtevo po svobodi tiska, zbiranja in vzpostavitvi nemškega parlamenta. V sklopu te je bila tudi ideja o vsenemški združitvi dežel. Izbruhnile so vojne z Dansko (1848-50, 1864), avstrijsko-pruska vojna (1866) in francosko-pruska vojna (1870-71). V Italiji je prihajalo do združevanja pokrajin in držav ter uporov proti Habsburžanom in Bourbonom (risorgimento), kar je vodilo do vojne z Avstrijo (1859) in ustanovitve Kraljevine Italije (1861).
Nekateri zgodovinarji 20. stoletja so občudovali delo državnikov na kongresu, ki naj bi za celih 100 let (1815-1914) preprečili, da bi v Evropi prišlo do velike vojne.